# Colin McRae
Colin Steele McRae MBE (Lanark, 5 de agosto de 1968 — Lanark, 15 de setembro de 2007) foi um piloto escocês do Campeonato Mundial de Rali, filho de Jimmy McRae, cinco vezes campeão do Rali do Reino Unido.
Ganhou o título de piloto do mundo em 1995, foi vice-campeão em 1996, 1997 e 2001, e terceiro em 1998. Ajudou a Subaru a garantir o título de construtores em 1995, 1996 e 1997, e a Citroën em 2003. Foi agraciado com o título de MBE (Member of the British Empire) pela Rainha Isabel II em 1996.

## Biografia
Colin começou a sua carreira em 1986, pilotando um Talbot Sunbeam. Era um condutor regular nos campeonatos escoceses de rali, e rapidamente se notabilizou por sua velocidade e estilo de condução, que foi comparado ao de Ari Vatanen, o famoso piloto finlandês de rali de quem Colin se dizia inspirar e idolatrar.
Rapidamente trocou de carro, passando para um Vauxhall Nova, e mais tarde para um Ford Sierra XR 4x4. A primeira aparição no WRC foi em 1987 no Rali da Suécia atrás do volante de um Nova, e também em 1989 conduzindo um Sierra terminando essa prova no 15.º lugar da classificação geral.
Em 1989, terminou em 5.º lugar no Rali da Nova Zelândia pilotando um Sierra Cosworth. Em 1991 Colin juntou-se à equipa Prodrive Subaru para o Rali da Grã-Bretanha. Foi duas vezes vencedor dessa prova em 1991 e 1992, dando provas do seu valor enquanto jovem piloto.

## Campeonato Mundial de Rali

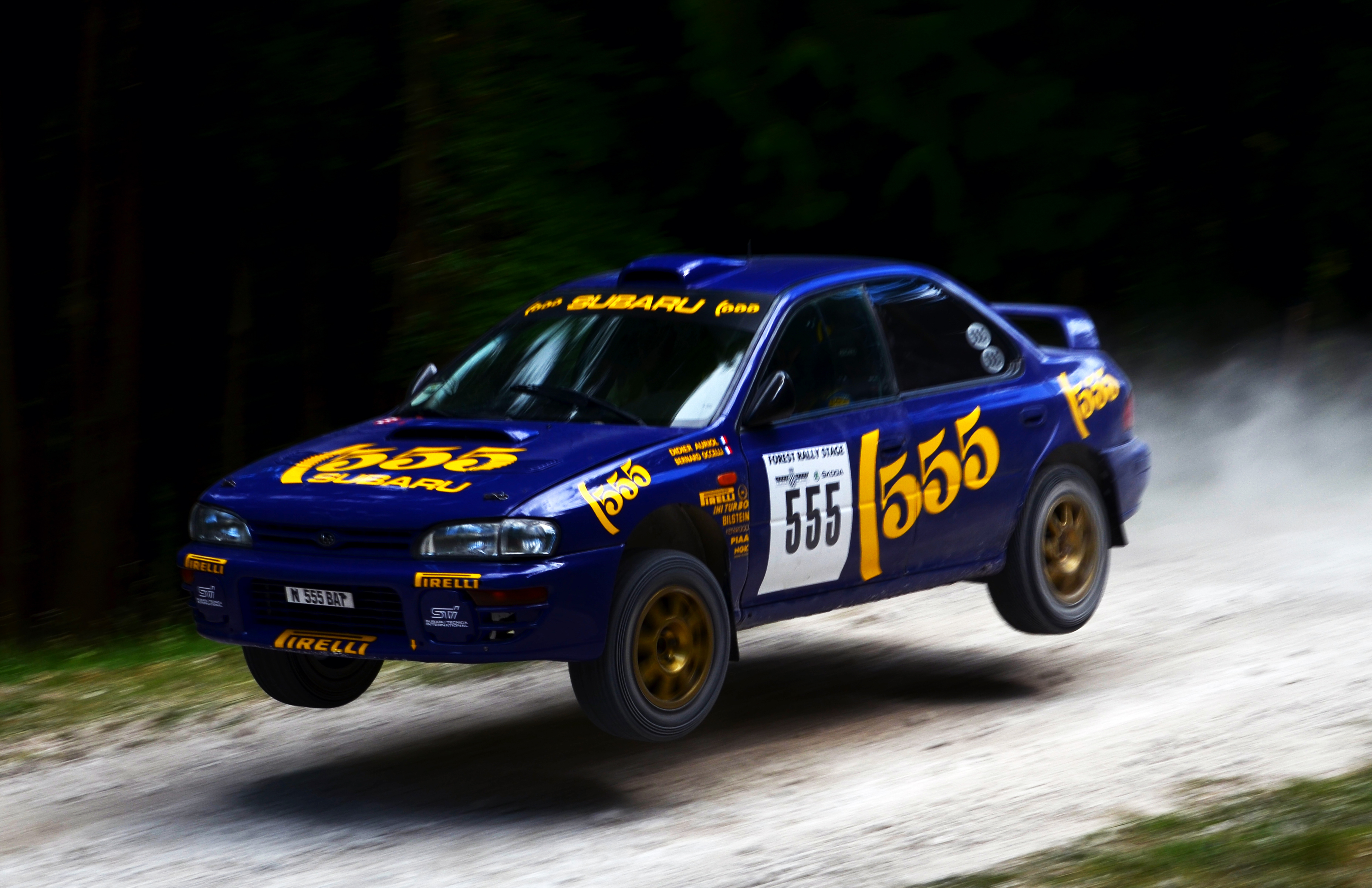
Subaru Impreza de Colin McRae de 1996.

Colin venceu o seu primeiro WRC em 1993, ao volante de um Subaru Legacy da equipa Prodrive no Rali da Nova Zelândia, ajudou a equipa nipónica a conquistar três títulos de construtores seguidos, incluindo um para o palmerés de Colin em 1995, após um final de campeonato emocionante na sua terra-natal, com o seu colega de equipa e bicampeão do mundo Carlos Sainz. Também mais tarde em 1998 venceu a Corrida dos Campeões.
Após vários anos em busca de títulos, Colin McRae mudou-se para a equipa M-Sport Ford em 1999, ao comando do novo Ford Focus WRC. Esta mudança foi realçada com duas vitórias no Rali Safari e em Portugal. Contudo teve de lutar bastante durante o resto da temporada, sobretudo devido à concorrência dos seus principais adversários, o que acabou por falhar o seu segundo título de campeão pela M-Sport em 2001.

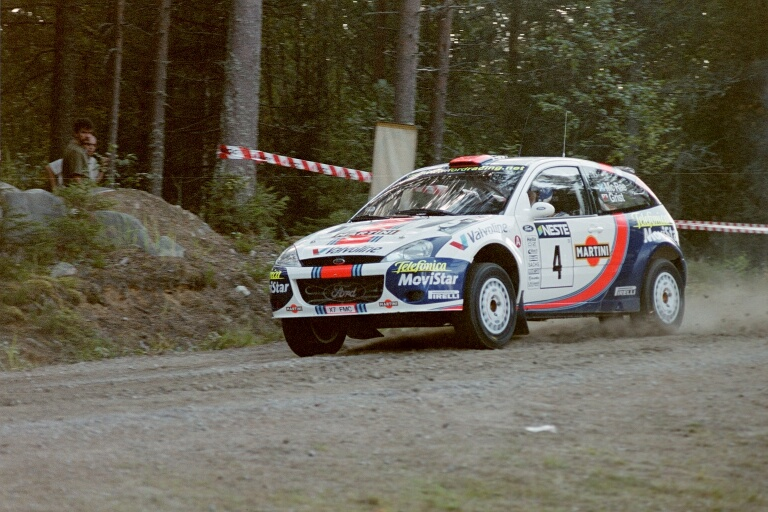
Ford Focus de Colin McRae em 2001.

Com a vitória no Rali Safari em 2002, McRae ficou no livro dos recordes ao ser o piloto com mais vitórias no campeonato do mundo, sendo mais tarde ultrapassado em 2003 pelo espanhol Carlos Sainz e pelo francês Sébastien Loeb.
Em 2003, McRae decidiu deixar a Ford e assinar contrato com a promissora equipa da Citroën, contudo o escocês apenas se ficou pelo sétimo lugar na geral, sem nenhuma vitória em qualquer rali. Quando a esperança de um segundo contrato com a Subaru se desfez - devido à entrada na equipa do novo talento Mikko Hirvonen para fazer dupla com Petter Solberg em 2003 — acabou por abandonar a competição em 2004.
No final de 2006, tinha participado em 146 provas, foi colega de vários pilotos incluindo Carlos Sainz, Richard Burns, Ari Vatanen e Sébastien Loeb.
Apesar de não oficialmente retirado, Colin optou por se afastar durante um período do WRC e realizar outros desejos, tais como a bordo de uma carrinha da Nissan no rali mais duro do mundo, o Rali Paris-Dakar. Também competiu na prova francesa das 24 Horas de Le Mans.
Após um ano longe dos ralis, em 2004 teve o seu regresso ao volante de um Škoda Fabia WRC no Rally GB do País de Gales, acabando num decepcionante sétimo lugar devido à falta de competitividade do carro. Mais tarde recebeu a trágica notícia da morte do seu companheiro britânico Michael Park. Depois no Rali da Austrália conseguiu um segundo lugar, após problemas no carro a três especiais do final. Entretanto Colin acreditava que podia regressar ao WRC em 2006 com a equipa da Škoda a trabalhar para obter melhores resultados.
No dia 5 de Agosto de 2006, Colin e o seu co-piloto Nicky Grist competiram pela Subaru no primeiro rali americano transmitido ao vivo pela televisão em Los Angeles, como fazendo parte dos X-Games. A duas curvas do final, o seu carro virou, danificando bastante a frente e o pneu esquerdo, mesmo assim o carro cruzou a linha da meta acabando em segundo lugar.
Em Outubro de 2006 foi anunciado que iria substituir o atual campeão — na altura Loeb — na equipa Kronos Citroën no Rali da Turquia, devido à fratura de um braço em virtude da queda de bicicleta. Na última especial um problema no alternador, fez com que Colin ficasse fora dos dez primeiros lugares. Para Colin esta seria a hipótese de regressar em grande à estrada, o que não aconteceu.

### Vitórias no WRC
| #  | Evento                                              | Temporada | Co-piloto    | Carro              |
| -- | --------------------------------------------------- | --------- | ------------ | ------------------ |
| 1  | 23rd Rothmans Rally of New Zealand                  | 1993      | Derek Ringer | Subaru Legacy RS   |
| 2  | 24th Rothmans Rally of New Zealand                  | 1994      | Derek Ringer | Subaru Impreza 555 |
| 3  | 50th Network Q Rally                                | 1994      | Derek Ringer | Subaru Impreza 555 |
| 4  | 25th Smokefree Rally New Zealand                    | 1995      | Derek Ringer | Subaru Impreza 555 |
| 5  | 51st Network Q Rally                                | 1995      | Derek Ringer | Subaru Impreza 555 |
| 6  | 43rd Acropolis Rally of Greece                      | 1996      | Derek Ringer | Subaru Impreza 555 |
| 7  | 38° Rallye Sanremo - Rallye d'Italia                | 1996      | Derek Ringer | Subaru Impreza 555 |
| 8  | 32° Rallye Catalunya-Costa Brava (Rallye de España) | 1996      | Derek Ringer | Subaru Impreza 555 |
| 9  | 45th Safari Rally Kenya                             | 1997      | Nicky Grist  | Subaru Impreza WRC |
| 10 | 41ème Tour de Corse - Rallye de France              | 1997      | Nicky Grist  | Subaru Impreza WRC |
| 11 | 39° Rallye Sanremo - Rallye d'Italia                | 1997      | Nicky Grist  | Subaru Impreza WRC |
| 12 | 10th API Rally Australia                            | 1997      | Nicky Grist  | Subaru Impreza WRC |
| 13 | 53rd Network Q Rally                                | 1997      | Nicky Grist  | Subaru Impreza WRC |
| 14 | 31° TAP Rallye de Portugal                          | 1998      | Nicky Grist  | Subaru Impreza WRC |
| 15 | 42ème Tour de Corse - Rallye de France              | 1998      | Nicky Grist  | Subaru Impreza WRC |
| 16 | 45th Acropolis Rally of Greece                      | 1998      | Nicky Grist  | Subaru Impreza WRC |
| 17 | 47th Safari Rally Kenya                             | 1999      | Nicky Grist  | Ford Focus WRC     |
| 18 | 32° TAP Rallye de Portugal                          | 1999      | Nicky Grist  | Ford Focus WRC     |
| 19 | 36° Rallye Catalunya-Costa Brava (Rallye de España) | 2000      | Nicky Grist  | Ford Focus WRC     |
| 20 | 47th Acropolis Rally                                | 2000      | Nicky Grist  | Ford Focus WRC     |
| 21 | 21° Rally Argentina                                 | 2001      | Nicky Grist  | Ford Focus WRC     |
| 22 | 29th Cyprus Rally                                   | 2001      | Nicky Grist  | Ford Focus WRC     |
| 23 | 48th Acropolis Rally                                | 2001      | Nicky Grist  | Ford Focus WRC     |
| 24 | 49th Acropolis Rally                                | 2002      | Nicky Grist  | Ford Focus WRC     |
| 25 | 50th Inmarsat Safari Rally                          | 2002      | Nicky Grist  | Ford Focus WRC     |

## Vida pessoal
McRae mudou-se para o principado do Mónaco em 1995, partilhando a sua amizade com David Coulthard. Contudo, com a sua nova família a crescer, ele passava mais tempo na sua casa em South Lanarkshire. Colin foi casado com Alison de quem tem dois filhos, Holie e Johnny.
O seu irmão Alister, também piloto de rali, teve algum sucesso na modalidade, ganhou o Rali do Reino Unido em 1995. A sua irmã é médica no Hospital da Universidade de County Durham, e também gosta de conduzir carros de rali.

## Colin McRae Rally
Uma outra participação de Colin foi no mundo dos jogos de computadores. Em 1998 foi lançado o intitulado Colin McRae Rally, sendo o segundo jogo lançado em 2000 disponível para a PlayStation da Sony e para computador, mais tarde adaptado para Game Boy Advance em 2002. A terceira versão surgiu de novo para computador e Xbox.
A quarta versão chegou em 2005, trazendo novos gráficos e mais realismo, aumentando assim a intensidade da experiência da condução de um verdadeiro carro de rali, mais tarde adaptado para PSP da Sony e N-Gage da Nokia. A nova geração deste jogo será com o título de Colin McRae Dirt, que será adaptado para computador, Xbox 360 e mais tarde para PlayStation 3, finais de 2007.
Colin McRae Dirt é  o único jogo que conta com um carro Português, o Saab 9.3 Turbo de Eduardo Veiga, Bicampeão Nacional de Ralicross. O aparecimento do carro de Eduardo Veiga é de base no jogo, e não um add-on. Foram preciso mais de 10 gigabytes de fotografias e vinte páginas sobre as características e comportamento do carro em pista, para dar ao jogo a versão realista que tem. Entre a escolha do carro do bicampeão nacional para participar no jogo e o aparecimento do jogo no mercado passaram-se mais de dois anos.
Uma edição especial para telefones móveis também seria lançada, numa data a definir. Participa também do jogo lançado em 2009, Dirt 2, onde é feita uma homenagem in-game, com vídeo mostrando cenas da carreira de Colin McRae. No jogo Dirt Rally 2.0, lançado em 2019, recebeu um evento especial em sua homenagem, onde os jogadores podem "celebrar a carreira de uma lenda do Rally".

## Morte
Colin McRae morreu a 15 de Setembro de 2007,  quando o helicóptero em que seguia e pilotava caiu perto da sua residência em Lanark, na Escócia.  Junto com o campeão do WRC estavam seu filho Johnny de cinco anos, um amigo de seu filho (Ben Porcelli, de 6 anos) e mais um amigo de Colin (Graeme Duncan, 37 anos). Não houve sobreviventes. Investigações concluíram que Colin foi imprudente ao sobrevoar em baixa altitude o local conhecido como "Mouse Valley" onde ocorreu a queda.